# Everybody Knows This Is Nowhere
Everybody Knows This Is Nowhere – drugi album nagrany przez Neila Younga i pierwszy z jego grupą Crazy Horse, wydany przez firmę nagraniową Reprise w  1969 r.

## Historia i charakter albumu
W czasie nagrywania pierwszego swojego albumu Neil Young, Young spotkał zespół z Zachodniego Wybrzeża nazywający się The Rockets. Po zmianie ich nazwy na Crazy Horse Young zatrudnił ich do pomocy przy nagraniu jego drugiego albumu.
Płyta została nagrana w dwa tygodnie. Mimo tylko siedmiu utworów prezentuje szeroki wachlarz stylów, jednak nawzajem się dopełniających; znajdują się tu utwory folkrockowe, rockowe i nawet hardrockowe.
Grupa Crazy Horse, grająca w dość brudnym stylu, nadała płycie rockową szorstkość, kontrastującą z charakterystycznym wysokim głosem Younga.
W 2003 album został sklasyfikowany na 208. miejscu listy 500 albumów wszech czasów magazynu Rolling Stone.

## Muzycy
Neil Young & Crazy Horse
- Neil Young – gitara, wokal
- Danny Whitten – gitara
- Ralph Molina – perkusja
- Billy Talbott – gitara basowa

dodatkowi muzycy
- Robin Lane – wokal (tylko w 3)
- Bobby Notkoff – skrzypce (tylko w 6)

## Spis utworów
| 1. | Cinnamon Girl                         | 2:58  |
|    |                                       |       |
| 2. | Everybody Knows This Is Nowhere       | 2:26  |
|    |                                       |       |
| 3. | Round & Round (It Won't Be Long)      | 5:49  |
|    |                                       |       |
| 4. | Down by the River                     | 9:13  |
|    |                                       |       |
| 5. | The Losing End (When You're on)       | 4:03  |
|    |                                       |       |
| 6. | Running Dry (Requiem for the Rockets) | 5:30  |
|    |                                       |       |
| 7. | Cowgirl in the Sand                   | 10:30 |
|    |                                       |       |
|    |                                       | 40:29 |
|    |                                       |       |

## Opis płyty
- Producent – Neil Young, David Briggs
- Inżynier dźwięku – David Briggs
- Data nagrania – styczeń, marzec 1969
- Miejsce nagrania – Wally Heider Recording, Hollywood, Kalifornia, USA
- Długość – 40 min. 29 sek.
- Kierownik artystyczny – Ed Trasher
- Zdjęcie na okładce – Frank Bez
- Firma nagraniowa – Reprise
- Numer katalogowy – 2282-2

## Listy przebojów

### Album
| Rok  | Lista                    | Pozycja |
| ---- | ------------------------ | ------- |
| 1970 | Billboard. Albumy popowe | 34      |

### Single
| Rok  | Singel          | Lista                    | Pozycja |
| ---- | --------------- | ------------------------ | ------- |
| 1970 | "Cinnamon Girl" | Billboard. Single popowe | 55      |